# Reikosiella arboris
Reikosiella arboris är en stekelart som först beskrevs av Girault 1921.  Reikosiella arboris ingår i släktet Reikosiella och familjen hoppglanssteklar. Inga underarter finns listade i Catalogue of Life.